# Spirit (альбом Би-2)
«Spirit» — восьмой студийный альбом российской рок-группы «Би-2», вышедший в 2011 году.

## История создания
Spirit выпускался при активном материальном содействии поклонников группы. «Би-2», фактически, объявили сбор средств на запись и сведение альбома. Перечислив определённую сумму денег, вкладчик в итоге получал записанный альбом. Так, вложив 1000 рублей, «акционер» получал «золотой» билет, гарантирующий после записи альбома получение двойного CD и билета на концерт группы. «Серебряный» билет (250 рублей) обеспечивал получение альбома в виде приложения для мобильного устройства. Позднее появились «красные акции» стоимостью 500 рублей — вкладчики получали двойной CD и приложение для мобильного.

## Выпуск
Альбом был выпущен 1 декабря 2011 года и продаётся в сети в цифровом формате по принципу «акционирования». В виде эксклюзивного двойного CD альбом предназначен обладателям «золотых билетов» и «красных акций». 16 февраля 2012 года группа отправилась в масштабный тур в поддержку альбома. «Spirit-Tour 2012» охватит города России, Украины, Эстонии и Латвии.
Также в 2011 году группа выпустила 3 сингла к альбому — «Оптимист», «Безвоздушная тревога» (при участии Т. Гвердцители) и «Остров» (с группой «Пикник»).
Также альбом вышел не только на компакт-диске, но и на виниловой пластинке.

## Список композиций
Альбом состоит из 12 треков и 6 бонусов:
| №   | Название                                      | Длительность |
| --- | --------------------------------------------- | ------------ |
| 1.  | «Девушки»                                     | 3:45         |
| 2.  | «Оптимист»                                    | 5:21         |
| 3.  | «Заноза»                                      | 4:03         |
| 4.  | «Любовь и ненависть»                          | 6:14         |
| 5.  | «Безвоздушная тревога (feat. Т. Гвердцители)» | 5:15         |
| 6.  | «Блеф»                                        | 4:18         |
| 7.  | «Блюз (feat. Н. Полева)»                      | 5:06         |
| 8.  | «1000 миль»                                   | 4:26         |
| 9.  | «Гонка за жизнь»                              | 3:56         |
| 10. | «Северная лень»                               | 3:36         |
| 11. | «Место под солнцем»                           | 4:04         |
| 12. | «Молитва»                                     | 5:37         |

| №  | Название                                       | Длительность |
| -- | ---------------------------------------------- | ------------ |
| 1. | «Остров (feat. «Пикник»)»                      | 3:56         |
| 2. | «Время Луны»                                   | 2:58         |
| 3. | «Бегущий по лезвию бритвы (feat. В. Демидова)» | 4:50         |
| 4. | «Февраль (feat. Ю. Чичерина)»                  | 4:50         |
| 5. | «Не свернуть (на огни)»                        | 3:54         |
| 6. | «Бумажный змей (feat. А. Севидов)»             | 6:44         |

## В записи участвовали
- Лёва Би-2 — вокал;
- Шура Би-2 — гитары, вокал;
- Андрей «Звон» Звонков — гитары, бас;
- Максим «Лакмус» Андрющенко — бас-гитара;
- Борис Лифшиц — ударные;
- Ян Николенко — клавишные, флейта, бэк-вокал;

а также:
- Т. Гвердцители — вокал;
- Н. Полева — вокал;
- Э. Шклярский — вокал (bonus CD);
- Ю. Чичерина — вокал (bonus CD);
- В. Демидова — вокал (bonus CD);
- Е. Панков — аранжировки, клавишные, бэк-вокал;
- А. Севидов — аранжировки, клавишные;
- О. Чехов — аранжировки, клавишные (bonus CD);
- А. «Белый» Лебедев — аранжировки, клавишные;
- П. Дольский — бас-гитара;
- А. Ревнюк — бас-гитара;
- М. Карасёв — гитары, укулеле, барабаны, бас-гитара;
- В. Никишин — гитары;
- М. Шрайбер — скрипка;
- С. Азарян, А. Дырул, О. Солнцева, Е. Бадаева, О. Дзержинская, С. Жемчужина — скрипки;
- П. Сурайкин, Д. Калинский — виолончели;

## Кавер-версии
На бонусном диске присутствуют кавер-версии песен «Остров» группы «Пикник», «Время луны» Бориса Гребенщикова и «Бумажный змей» из репертуара Аллы Пугачёвой.

## Рецензии
- Андрей Ронди, «Новости шоу-бизнеса NEWSmusic.ru»

## Позиции в чартах
| Страна | Наивысшая позиция |
| ------ | ----------------- |
| Россия | 3                 |